# KBS 제3방송
KBS 제3방송은 1980년 12월 1일부터 1981년 9월 6일까지 한국방송공사에서 운영했던 라디오 채널이다. 전신은 동양방송(TBC) 산하 라디오 채널로, 본래 1964년 5월 9일 RSB 라디오서울로 개국해, 1965년 8월 2일 중앙라디오라는 명칭을 거쳐, 1966년 7월 16일에 동양방송에 인수되어 동양라디오로 명칭을 변경했다가, 1980년에 단행된 신군부의 언론통폐합으로 KBS에 흡수되면서, 그 해 12월 1일에 KBS 제3방송으로 명칭을 변경했으며, 1981년 2월에는 제주, 춘천, 청주, 대전을 제외한 일부 지역에 네트워크를 구축하고 같은 해 3월 7일에 광고방송을 재개하여 운영했고 1981년 3월 16일자로 부산에 표준FM방송(97.1MHz)을 구축했으나, 동년 9월 7일부터 폐국하고 2라디오로 전환되었다.
2000년 1월 1일에 장애인을 대상으로 개국한 같은 이름의 라디오 방송과는 무관한 채널인데, 기존 사랑의 소리방송이 AM 라디오 방송망을 구축하며 편입한 주파수에 KBS 제3라디오의 AM 주파수에서 1980.12~1981.09 KBS 제3중파방송 시절 주파수(본사 639kHz 등)가 일부 포함된 적이 있다.
2010년 1월 1일부터 KBS 제3라디오의 수도권 AM 주파수가 639㎑에서 1134㎑로 변경되면서 639㎑는 폐국하였고, 같은 해 4월 20일에는 639㎑ 주파수를 내보냈던 개봉송신소를 폐쇄하였다.